# 下澤木鉢郎
下澤 木鉢郎（しもさわ きはちろう、1901年（明治34年）1月30日 - 1986年（昭和61年）6月8日）は、版画家。石井柏亭や平塚運一に師事。日本各地を旅行し、風景や人々を題材に版画を制作した。

## 略歴
- 1901年（明治34年）  青森県弘前市和徳町の生まれ。本名、喜八郎で、旧姓下山。
- 1916年（大正5年） 画家を目指し、上京。その後、中央美術社に入社。
- 1921年（大正10年） 日本水彩展に「寒空」入選。
- 1924年（大正13年） 第5回帝展にテンペラ画「掘割」入選。
- 1927年（昭和2年） 日本創作版画協会の会員推挙。
- 1931年（昭和6年） 「雪の山」で国展国画奨励賞受賞。｢日本版画協会」結成、創立会員。
- 1932年（昭和7年） 下澤文平の長女の菊江と結婚し、下澤姓となる。
- 1933年（昭和8年） 「昆布干す浜辺」「冬の八甲田」[2]で国展国画奨励賞受賞。
- 1934年（昭和9年） パリ現代日本版画展で「雪の山」が入選し、フランス国立図書館が買上。
- 1940年（昭和15年） 「修君像」[2]で国展褒賞。
- 1952年（昭和27年） 日本版画協会退会。「日本板画院」を棟方志功、棟方末華らと創設。
- 1955年（昭和30年） 関野準一郎との共著『版画の技法』を宝文館から出版（序文は棟方志功）。

## 註釈
1. ↑  デジタル版 日本人名大辞典+Plus
2. 1 2  弘前市立博物館蔵